# Euxootera contraria
Euxootera contraria là một loài bướm đêm trong họ Noctuidae.